# Horizon Line
Horizon Line (conocida en Hispanoamérica como Horizonte mortal) es una película de aventuras sueca de 2020 dirigida por Mikael Marcimain y protagonizada por Alexander Dreymon, Allison Williams y Keith David. La cinta relata la historia de una pareja que por accidente debe tratar de aterrizar una avioneta en una isla del Océano Índico. Fue estrenada el 6 de noviembre de 2020 en Suecia por STXfilms y en los Estados Unidos el 12 de enero de 2021.

## Sinopsis
Jackson y Sara rentan una avioneta para asistir a la boda de una amiga. En el camino, el piloto sufre un paro cardíaco, dejando a la pareja a la deriva en medio del Océano Índico. Sara, quien hacía algún tiempo había tomado clases de aviación, se encarga de pilotar la avioneta, que empieza a quedarse sin combustible a medida que deambula por encima del imponente e interminable océano.

## Reparto
- Alexander Dreymon es Jackson
- Allison Williams es Sara
- Keith David es Wyman
- Pearl Mackie es Pascale
- Amanda Khan es Nadia